# Касаткін Давид Георгійович
Касаткін Давид Георгійович (нар. 2 листопада 1997 року, Маріуполь, Україна) — український військовий грузинського походження, майор та офіцер-інструктор 12-ї бригади спеціального призначення «Азов», нагороджений орденом «За мужність» III ступеня.

## Життєпис
Народився 2 листопада 1997 р. у м.Маріуполь провів там своє дитинство.
Вступив в полк «Азов» у 2015-му році. 
Оборонець Маріуполя, зокрема Азовсталі, де після наказу українського керівництва, щодо складення зброї, потрапив у полон до росіян. 
Нині «Хімік» після обміну повернувся до України, проводить блогерську діяльність та як офіцер-інструктор з бойової підготовки Бригади підготовлює бійців Азову.
Та далі бере участь у бойових діях.

## Звання
- Лейтенант (2022)
- Старший лейтенант (2023)
- Капітан (2024)

## Нагороди
- Орден «За мужність» III ступеня

## Хобі
Учасник ММА боїв. 
Фанат комп'ютерних ігор зокрема Dota 2 та Counter-Strike: Global Offensive